# Kirkja
Kirkja es una pequeña localidad en Fugloy (Islas Feroe, Dinamarca). Localizada en una costa de acantilados en el extremo sur de la isla, es la capital de esta y una de sus dos localidades, siendo la otra el pueblo de Hattarvík, con el que se une por medio de una carretera.
Kirkja posee un pequeño puerto que comunica al pueblo con las localidades de Svínoy y Hvannasund. También es posible la comunicación por medio de helicóptero. La actividad económica, muy marginal, se reduce a la explotación agrícola y pesquera. En Kirkja hay iglesia, oficina de correos y escuela primaria.

## Historia
Su nombre significa literalmente "iglesia" en feroés. Fue así llamada por ser el único sitio religioso de la isla durante varios siglos desde la Edad Media.
Se sabe que la isla fue poblada desde la colonización vikinga, pero el pueblo no es mencionado en un documento sino hasta el siglo XIV. En 1818 todos los hombres de Kirkja murieron en el mar, excepto un campesino, quien moriría poco después junto con su esposa víctimas de tifo. El centro de gravedad de la isla se desplazó entonces a Hattarvík. En 1933 se construyó una nueva iglesia en Kirkja, diseñada siguiendo las características de la antigua iglesia. Esta iglesia fue consagrada por Jákup Dahl.
La escuela de Kirkja fue fundada en 1888. El edificio actual data de 1972.